# Магнезиоферрит
Магнезиоферрит (MgFe2O4) — минерал класса окислов и гидроокислов, назван по составу в 1892 году. Синонимы — магноферрит, тальковый железный камень.

## Свойства минерала

### Структура и морфология кристаллов
Кубическая сингония. Пространственная группа — Fd3m; Параметр ячейки — 0,838 нм. Число формульных единиц — 8. Структура обычной шпинели. Точечная группа — m3m {\displaystyle {\ce {(3L_4 4L_3 6L_2 9PC)}}}. Кристаллы октаэдрического габитуса, иногда сильно вытянутые вдоль оси {\displaystyle {\ce {L_4}}}. Отмечены параллельные нарастания гематита на магнезиоферрите.

### Физические свойства и физико-химические константы
Твердость 6—6,5. Удельный вес 4,55—4,67. Цвет черный до коричневато-черного. Черта темно-красная, черно-серая, иногда со слабым буроватым оттенком. Блеск металлический. Непрозрачен. Точка Кюри 320—350°С, магнитная проницаемость 60 гаусс/эрстед. Намагниченность насыщения 140 гс. Обладает ферромагнитными свойствами. Хороший проводник электричества.  Термо-ЭДС (—) 18,5—20,5 мв. Теплота образования = (—) 349,9 ккал/моль; изобарные потенциалы образования при 300 К (—) 322,9 ккал/моль, при 500 К (—) 286,9 ккал/моль, при 900 К (—) 268,9 ккал/моль. Магнезиоферрит плавится инконгруэнтно при 1750°С. 

### Микроскопическая характеристика
В очень тонких шлифах в проходящем свете лишь едва прозрачен. Изотропен. В полированном шлифе в отраженном свете серый. Наблюдаются слабые красноватые внутренние рефлексы с буровато желтым оттенком.

### Химический состав
Теоретический состав: MgO — 20,15%; Fe2O3 — 79,85%. Является крайним членом изоморфного ряда магнетит — магнезиоферрит.  Природный магнезиоферрит обычно содержит Fe2+, изоморфно замещающий Mg2+. На полированных шлифах HNO3, HCl, KCN, FeCl3, KOH, HgCl2 не действует. Травится сильный нагретой концентрированной HCl или ее парами.

## Нахождение
Чистый магнезиоферрит довольно редок. Известен как продукт фумарольной деятельности в связи с излиянием основных лав, богатых калием (вулканы Италии — Везувий, Стромболи, Этна). Встречается в погребенных лавах Дома (Франция), а также в породах вулканической формации Кайзерштуля (Германия). Характерна ассоциация с гематитом. Переходные разновидности от магнезиоферрита к магномагнетиту образуют гидротермальные жильные тела в бассейне реки Илимпеи и в среднем течении реки Тунгуски (Красноярский край). Возможна их генетическая связь с траппами (габбро-диабаз)ами. Образовались в близповерхностных условиях, ассоциируется с хлоритом, серпентином, кальцитом и аметистом. Отмечены в тяжелой фракции базальтов Восточных Саян. В контактово-метасоматических образованиях магнезиоферрит наблюдался в кембрийской толще Алдана в ассоциации с тремолитом и актинолитом. Отмечен в колчеданных месторождениях и хлоритовых породах Японии.

## Искусственное получение
Получается при сублимации MgO и Fe2O3 в стехиометрических соотношениях в среде азота; кристаллизация идет в интервале температур от 1000°С до 1850°С.

## Практическое значение
Не имеет, так как не известен в крупных скоплениях.

## Отличия
От сходного магнетита отличается по меньшему удельному весу и по более светлой черте, от магномагнетита по более высокому содержанию магния.